# Криптоигра
Криптоигра (игра с блокчейном) — видеоигра, которая включает элементы, использующие технологии блокчейна на основе криптографии. Элементы блокчейна в этих играх чаще всего основаны на использовании криптовалюты или невзаимозаменяемых токенов (игра NFT), которые игроки могут покупать, продавать или обменивать с другими игроками, при этом издатель игры берёт комиссию с каждой транзакции в качестве формы монетизации. . Подмножество этих игр также известно как игры «играй, чтобы заработать», потому что они включают в себя системы, которые позволяют игрокам зарабатывать криптовалюту в процессе игры. В то время как игры с блокчейном доступны с 2017 года, игры с блокчейном привлекли внимание индустрии видеоигр только с 2021 года, когда несколько издателей AAA выразили намерение изучить их потенциал, а также критику со стороны игроков, разработчиков и компаний в рамках игровая индустрия.

## Концепция
Технологии блокчейна, такие как криптовалюты и NFT, являются потенциальными путями монетизации видеоигр. Многие игры с онлайн-сервисами предлагают внутриигровые параметры настройки, такие как скины персонажей или другие внутриигровые предметы, которые игроки могут зарабатывать и обменивать с другими игроками, используя внутриигровую валюту. Некоторые игры также позволяют торговать виртуальными предметами с использованием реальной валюты, но это может быть незаконным в некоторых странах, где видеоигры считаются сродни азартным играм. Это привело к проблемам с серым рынком, таким как азартные игры со скинами, и поэтому издатели, как правило, избегали позволять игрокам зарабатывать реальные деньги на играх. Игры с блокчейном обычно позволяют игрокам обменивать внутриигровые предметы на криптовалюту, которую затем можно обменять на деньги, что может обойти некоторые проблемы, связанные с серыми рынками, из-за отслеживаемости блокчейна.

## История
Первой известной игрой, использующей технологии блокчейна, была CryptoKitties, запущенная Axiom Zen в ноябре 2017 года для персональных компьютеров. Игрок покупал NFT за криптовалюту Ethereum, каждая NFT состояла из виртуального питомца, которого игрок мог скрещивать с другими, чтобы создать потомство с комбинированными чертами в качестве новых NFT. Игра попала в заголовки газет в декабре 2017 года, когда один виртуальный питомец был продан более чем за 100 000 долларов США. CryptoKitties также выявили проблемы с масштабируемостью для игр на Ethereum, когда вскоре после запуска он создал значительную перегрузку в сети Ethereum, при этом примерно 30 % всех транзакций Ethereum в то время приходилось на игру, а перегрузка задерживала транзакции игроков. Axiom Zen опасались, что Ethereum будет продолжать бороться после того, как они запустят мобильную версию игры, особенно с притоком пользователей из Китая.
The Sandbox — это платформа, которая в 2018 году купила торговую марку одноимённой крафтовой игры 2012 года. отображать их в их виртуальных ландшафтах.
Axie Infinity, выпущенная Sky Mavis в 2018 году, является примером игры «играй, чтобы заработать», где игра побуждает игроков покупать, а затем улучшать NFT с помощью внутриигровых действий, которые затем перепродаются другим игрокам издателем. , а игрок получает компенсацию за свою работу. На Филиппинах, где игра была наиболее популярна, некоторые игроки смогли заработать достаточно, чтобы заработать себе на жизнь, играя и участвуя в финансовой структуре игры. Однако после взлома в начале 2022 года, в результате которого у издателя Axie Infinity было украдено более 600 миллионов долларов, количество игроков в игре значительно сократилось, что повлияло на экономику игры. Sky Mavis удалила упоминания о «играй, чтобы заработать» на своих веб-сайтах и в маркетинге, поскольку стоимость её токенов резко упала. Таким образом, он изменил термин «играть, чтобы заработать» на «играть и зарабатывать».
В середине 2018 года Ubisoft также стала одним из основателей Blockchain Game Alliance вместе с рядом ведущих блокчейн-компаний.
К началу 2020-х годов в видеоиграх с использованием блокчейна не было прорыва. Такие игры, как правило, сосредоточены на использовании блокчейна для спекуляций вместо более традиционных форм игрового процесса, и это предлагает ограниченную привлекательность для большинства игроков. Такие игры также представляют высокий риск для инвесторов, поскольку их доходы трудно предсказать. Однако ограниченный успех некоторых игр, таких как Axie Infinity, во время пандемии COVID-19 и растущий корпоративный интерес к контенту метавселенной вновь подогрели интерес к области GameFi — термина, описывающего пересечение видеоигр и финансирования, обычно поддерживаемого блокчейном. валюта — во второй половине 2021 г. К концу 2021 года несколько крупных издателей, в том числе Ubisoft, Electronic Arts, Take Two Interactive и Square Enix, заявили, что их компании в будущем серьёзно рассматривают игры на основе блокчейна и NFT.
В октябре 2021 года корпорация Valve запретила размещать игры с блокчейном, в том числе использующие криптовалюту и NFT, в своём сервисе цифровой витрины Steam, который широко используется для игр на персональных компьютерах. Компания заявила, что это продолжение их политики, запрещающей игры, предлагающие внутриигровые предметы с реальной ценностью. Предыдущая история Valve с азартными играми, особенно азартными играми со скинами, предполагалась как фактор, повлиявший на решение о запрете игр с блокчейном. Генеральный директор Valve Гейб Ньюэлл объяснил в более позднем интервью, что, хотя он считал технологию блокчейн законной, компания чувствовала, что в то время на рынке было слишком много недобросовестных игроков, чтобы допустить криптовалюту или NFT в Steam. Ньюэлл сказал: «Способы его использования в настоящее время довольно отрывочны. И вы как бы хотите держаться подальше от этого». Журналисты и игроки положительно отреагировали на решение Valve, поскольку игры с блокчейном и NFT имеют репутацию. за мошенничество и мошенничество среди большинства игроков на ПК,, в то время как издатели и разработчики блокчейн-игр призвали Valve пересмотреть свою позицию. Epic Games, которая управляет магазином Epic Games Store, конкурируя со Steam, заявила, что будет открыта для принятия игр с блокчейном после отказа Valve.
Ubisoft объявила о своём набеге на блокчейн-игры со своей технологией Ubisoft Quartz, основанной на криптовалюте Proof-of-stake Tezos, которая, по утверждению Ubisoft, была более энергоэффективной. Quartz позволяет игрокам покупать и продавать цифры, которые представляют собой специальные предметы для настройки персонажей в играх издателя, и эта услуга впервые была запущена для Tom Clancy’s Ghost Recon Breakpoint в декабре 2021 года. В тот же день Ars Technica заявила, что «планы Ubisoft… не имеют смысла», потому что система Quartz настолько глубоко контролируется Ubisoft, что простая обычная внутренняя база данных может достичь того же результата без накладных расходов на блокчейн. Пользователи раскритиковали эту технологию, потому что в условиях обслуживания Ubisoft говорится, что компания «не несёт ответственности» за претензии или ущерб и осознаёт, что блокчейн «может иметь определённые недостатки, которые делают его мишенью для конкретных угроз кибербезопасности», и отказывается от «ответственности». в рисках, связанных с использованием этой новой технологии". Заявив, что технология блокчейна «вредна, бесполезна и не имеет будущего» и что это «бесполезная, дорогостоящая, экологически унизительная технология, которая ничего не привносит в видеоигры». После их первоначального выпуска объём торговли для В последующие недели цифры были практически нулевыми. Игроки, которые их использовали, жаловались, что никто не замечал цифры во время многопользовательских матчей. Ubisoft выпустила последнюю цифру для Ghost Recon Breakpo. int 17 марта 2022 г. и вскоре после этого прекратила поддержку игры.
Питер Молиньё объявил в декабре 2021 года, что его студия разработки 22cans работает над включением блокчейна и NFT в свою запланированную игру Legacy, бизнес-симулятор. Игроки Legacy могли создавать детали, которые можно было продавать и покупать у других игроков, чтобы завершить сборку юнитов, используя LegacyCoin на основе криптовалюты Ethereum. Перед выпуском спекулятивные покупатели могли приобрести землю в игре, на которой игроки должны были основать свои внутриигровые фабрики, при этом продажи этой земли LegacyCoin достигли более 50 миллионов долларов в течение нескольких дней после объявления Молиньё.

## Приём и критика
Исполнительный директор Xbox Фил Спенсер сказал в отношении игр с блокчейном, что «некоторые из креативов, которые я вижу сегодня, кажутся скорее эксплуататорскими, чем развлекательными». Когда в ноябре 2021 года игровая коммуникационная платформа Discord предложила возможную интеграцию Ethereum в свой клиент, пользователи раскритиковали включение криптовалюты, и Discord отказался, заявив, что у них нет чётких планов по её включению.
Разработчик MMO Дэмион Шуберт утверждал, что большинство предложений для игр для NFT также могут быть реализованы без использования NFT и что варианты, отличные от NFT, будут проще реализовать.
В ноябре 2021 года Роб Фэйи написал на Gameindustry.biz, что бизнес-модель «играй, чтобы заработать» похожа на более ранние системы, которые поощряли рост добычи золота, что позже привело разработчиков к переходу на продажу «золота» игрокам напрямую в реальной валюте. . Он утверждал, что бизнес-модель потенциально может привести к искусственному дефициту внутриигровой валюты и внутриигровых предметов или персонажей, и что внутриигровые торговые площадки, скорее всего, будут иметь платёжную систему, при которой разработчик игры получает комиссию, когда игроки продают предмет на торговой площадке друг друга.
В декабре 2021 года GSC Game World объявила о своём намерении включить NFT в состав S.T.A.L.K.E.R. 2, но из-за жалоб игроков днём позже они объявили, что больше не будут использовать NFT в игре.
В декабре 2021 года во время The Game Awards Джозеф Фарес, директор It Takes Two, заявил, что он скорее получит «выстрел в колено», чем включит NFT в любую из своих игр.
Игровой журналист Джейсон Шрайер охарактеризовал модель блокчейна «играй, чтобы заработать», как пирамиду. Конкурирующие разработчики игр «шаг к заработку» — фитнес-игр, в которых криптовалюта вознаграждается за ходьбу — поспешили обвинить друг друга в схемах Понци, одновременно работая над «решением своей понзиномической проблемы». Один разработчик, Stepn, признал, что игры, в которых нужно зарабатывать деньги, требуют постоянного притока новых игроков, иначе их экономика токенов рухнет.
В годовом отчёте Game Developers Conference за 2022 год говорится, что 70 % опрошенных разработчиков заявили, что их студии не заинтересованы в NFT, в то время как 28 % заявили, что они очень или в некоторой степени заинтересованы в них, и только 1 % заявили, что интегрируют их в свои игры. Кроме того, 72 % разработчиков заявили, что они не заинтересованы в криптовалюте как платёжном инструменте для игр, в то время как 27 % заявили, что они очень или в некоторой степени заинтересованы, и только 1 % заявил, что они уже это делают.
Новогоднее письмо Square Enix, в котором выражается интерес к NFT в видеоиграх, вызвало бурную реакцию фанатов, многие из которых также выразили пренебрежение сравнением в письме игроков «играй, чтобы получать удовольствие» и «играй, чтобы внести свой вклад».
В июле 2022 года Mojang Studios объявила, что NFT не будут разрешены в Minecraft, заявив, что «спекулятивное ценообразование и инвестиционный менталитет вокруг NFT отвлекают внимание от игры и поощряют получение прибыли, что, по нашему мнению, несовместимо с долгосрочной радостью и успеха наших игроков».